# Мистецтво Індії
Мистецтво Індії — культурні цінності, сформовані в Індії шляхом синтезу корінних та іноземних впливів. У сиву давнину про Індію знали як про «країну мудреців». Досягнення індійської цивілізації мали великий вплив на арабську та іранську культури. Більшість видів мистецтва Індії формувались під впливом Вед.

## Архітектура

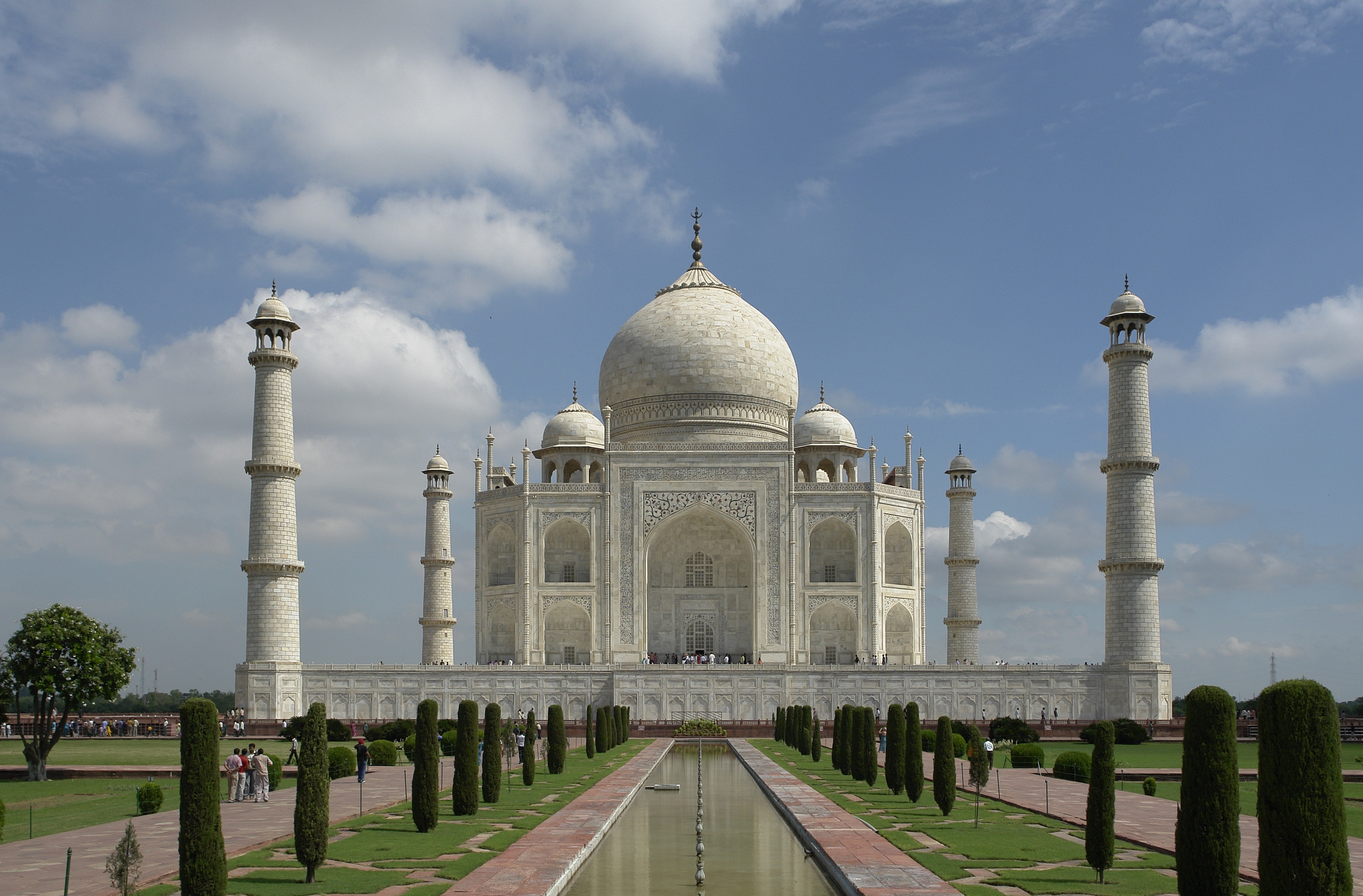
Тадж-Махал в Агрі вважається найкращим зразком індо-ісламської архітектури у світі.

У давнину більшість споруд зводилося з дерева, тому не збереглися. Релігійна архітектура цього періоду представлена печерними комплексами, храмами і ступами (кам'яними спорудами, в яких зберігалися реліквії Будди).
В долині Інди релігія не відігравала важливої ролі. Буддійський період представлений трьома важливими типами будівель — залом Чайтя (місце поклоніння), Віхара (монастир) та Ступа (напівсферичний курган для поклоніння / пам'яті). Прикладом цього є печери Аджанта та Еллора та монументальний Санчі Ступа. Храми Джайни характеризуються високим рівнем деталізації. Ранні початки індуїстської архітектури храму простежуються на Паттадакалі в сучасній Карнатаці. У них є ведичні вівтарі та пізні ведичні храми. Пізніше дравідійський та нагарський стиль храмової архітектури виявилися домінуючими і знайшли своє відображення у таких спорудах, як храм Бріхадеесвара, Танджавур та храм Сонця, Конарк.
Після народження сучасного індуїзму мистецтва джайнізму, буддизму та сикхізму процвітали під патронатом королів та імператорів. Прихід ісламу породив нову еру індійської архітектури та мистецтва. Британці принесли свої власні готичні та римські впливи і поєднали їх з індійським стилем.
З приходом ісламу виник новий стиль архітектури, відомий як індоісламська архітектура. Найбільш ранні приклади включають комплекс Кутб, низку пам'яток, побудованих султанами Делійського султанату. Архітектура імперії Великих Моголів включає Червоний форт, Тадж-Махал, форт Агра, могилу Хумаюна, Джама-Масджид і Фатехпур-Сікрі.
З колонізацією розпочався новий етап. Голландці, португальці, французи і особливо англійці мали значний вплив, на архітектуру Індії. Сьогодні називають індо-сараценською архітектурою суміш індуїстських, ісламських та західних елементів.
Пізніше, коли модернізм став менш популярним на Заході, в Індії розпочався рух в архітектурі, коріння якої склалося в Індії. Цей напрям називається критичним регіоналізмом, ілюструється роботами таких архітекторів, як Б. В. Доші, Чарльз Корреа та ін. Окрім цього, глобалізація та економічний розвиток з 90-х років породило колекцію сучасних ІТ-містечок та хмарочосів, а в міру прискорення економічної реформи столичні райони набували футуристичних напрямків.
Зразки індійської архітектури

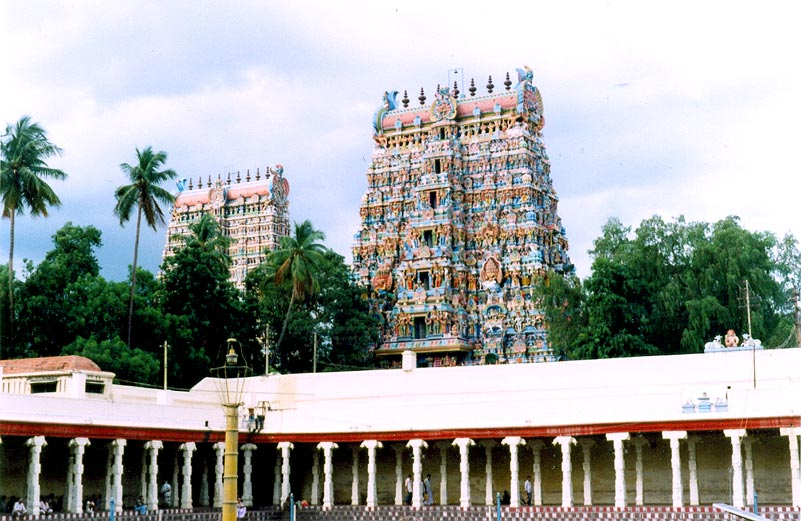
Храм гопурам (храмові ворота), побудований майже тисячоліття тому.
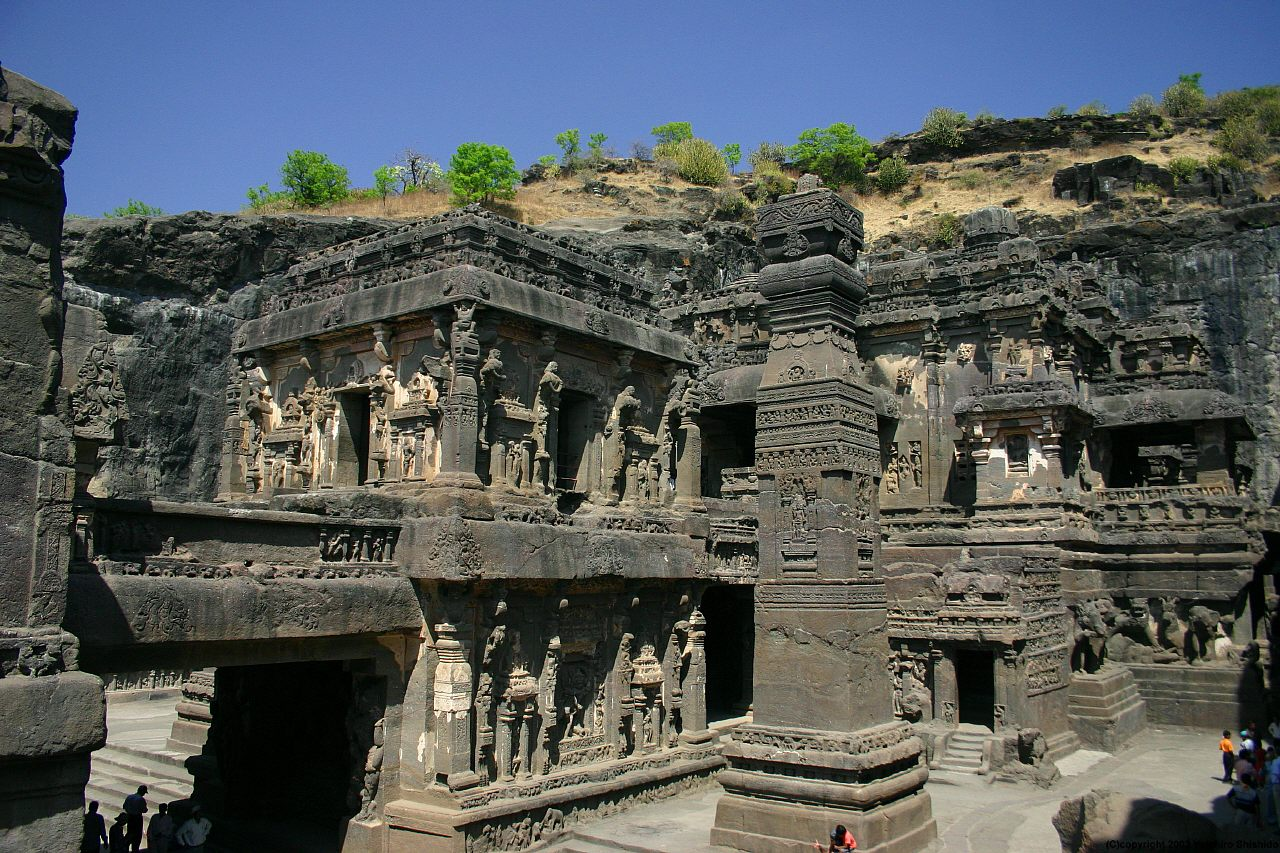
Печери Еллори є одними з найбільших скельних печерних комплексів у світі.
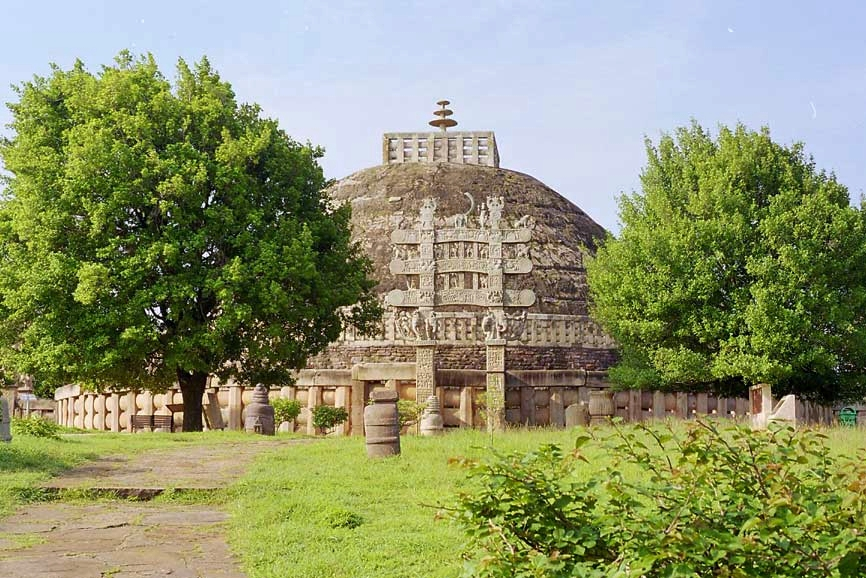
Велика буддистська ступа в Санчі - це найстаріша існуюча споруда в Індії.
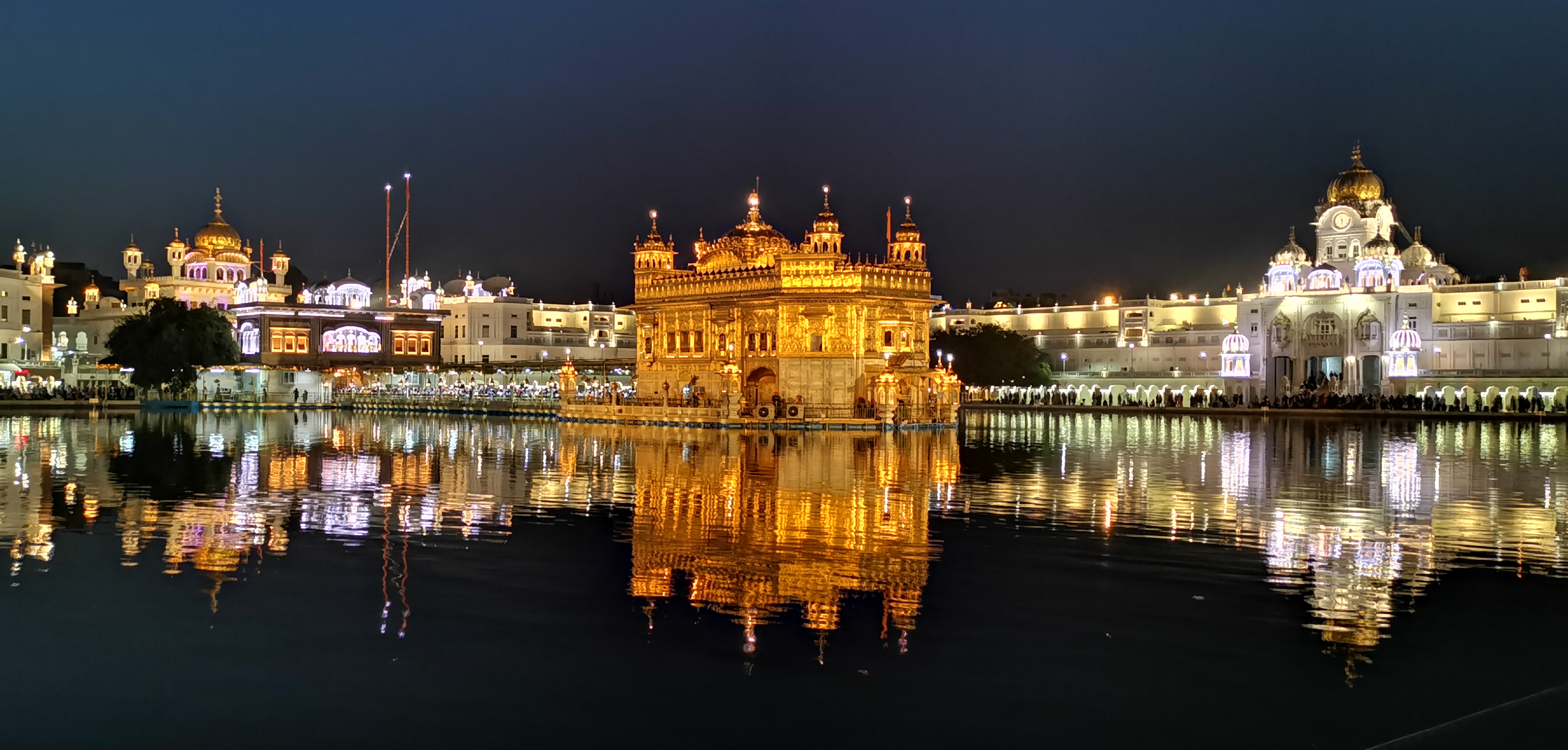
Хармандир-Сахіб, відомий у народі як Золотий храм, є священною святинею для сикхів
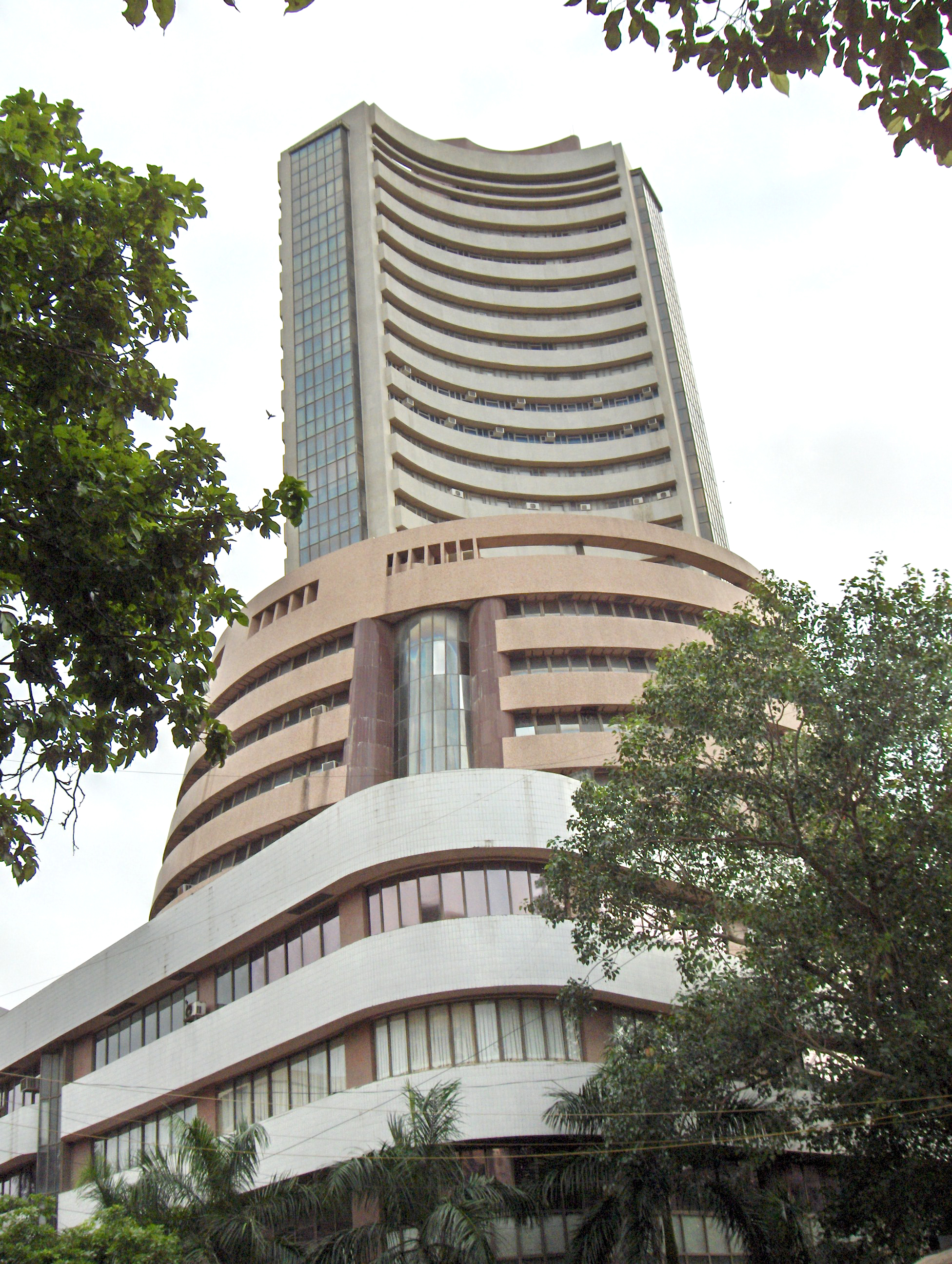
Бомбейська фондова біржа є прикладом індійської архітектури 1980-х

## Література

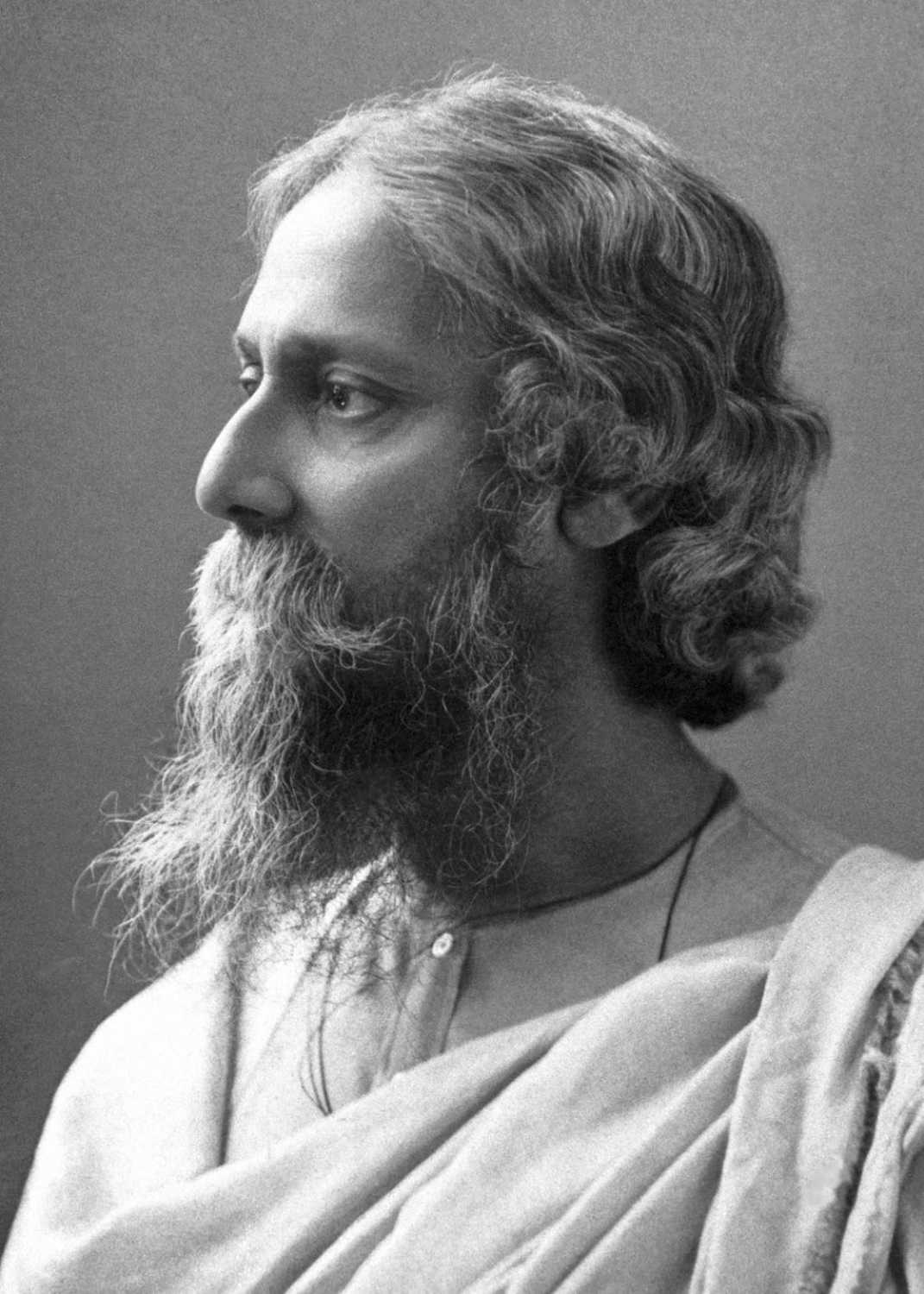
Рабіндранат Тагор лауреат Нобелівської премії з літератури

## Музика
Індійська музика включає декілька різновидів народної, популярної, естрадної та класичної музики. Класична музика в Індії, включає музику карнатиків та індустанів, має тисячолітню історію. Сьогодні вона, залишається фундаментальною для життя індіанців, джерелом релігійного натхнення, культурного самовираження та чистої розваги. Індія складається з декількох десятків етнічних груп, які говорять на власних мовах та діалектах. Поряд із чітко вираженими субконтинентальними формами існує великий вплив перської, арабської та британської музики. Індійські жанри, такі як фільмі та бхангра, стали популярними у всій Великій Британії, Південній та Східній Азії та й в усьому світі.
Зараз індійські зірки продають записи в багатьох країнах, тоді як шанувальники світової музики слухають музику корінних народів Індії. Американська соул, рок та хіп-хоп музика також зробили великий вплив, насамперед на індійську поп-музику та фільми. Інші вельми популярні форми газелі, каввалі, бхаджан, кіртан.
У перші роки індійського кіно зйомки, як правило, були індійськими (класичними та народними), з деякими західними елементами. З роками кількість західних елементів збільшувалась, але без повного знищення індійських ознак. Більшість індійських фільмів — це мюзикли, які містять складні пісенні та танцювальні номери. Постійно працюють композитори поп-музики.

## Танці
Індійський класичний танець виконується в різних стилях. Його теорію можна простежити від Наті Шастри, мудреця з Тамілнаду (400 р.до н. е.). Натя Шастра — найважливіший стародавній трактат про класичний індійський танець. Його називають п'ятою Ведою стосовно фундаменту індуїстської релігії та філософії, з якої пов'язана південноіндійська музична традиція карнатичної музики. Різні сучасні форми включають бхаратанатьям, Маніпурі, Катхакалі, кучипуді тощо.
Бхаратанатям — класична танцювальна форма, що походить з Тамілнаду. Вважається, що його створив Бхарата Муні. У давнину Бхаратанатьям виконував мандір (індуїстський храм) Девадасі.
Одіссі — одна з найдавніших форм танцю, що збереглася, зображення танців Одіссі, датуються І століттям до н. е. Як і інші форми індійського класичного танцю, стиль Одіссі бере свій початок ще в античності. Танцюристи знайдені на барельєфі на пагорбах Удайгірі (поблизу Бхубанешвар). Натя Шастра говорить про танець з цього регіону і називає його Одра-Магадхі.
Катхакалі — це форма танцювальної драми. Виникла у південно-індійському штаті Керала понад 500 років тому. Це вражаюче поєднання драми, танцю, музики та ритуалу. Персонажі з яскраво намальованими обличчями та вишуканими костюмами відтворюють історії з індуїстських епосів, Махабхарати та Рамаяни.
Кучипуді — це класична танцювальна форма з Андхра-Прадеш, штат Телангана, штат Південна Індія. Кучипуді — це назва невеликого села в Діві Талук, округ Кришна, що межує з Бенгальською затокою. Мохініааттам — традиційний танець із південно-індійського штату Керала. Мохіні — це апсарас в індуїстській міфології, а ааттам на малаяламі означає танець. Тема Мохініааттам — це любов і відданість богу. Костюм, який носять танцюристи, — це зазвичай сарі касаву білого кольору із золотими каймами.
Танцювальна форма Катхак виникла у прихильників Вайшнави, що танцювали епізоди з життя Крішни. Спочатку північно-індійський храмовий танець, він був перетворений на придворний танець в епоху Моголів. Новий мусульманський вплив приніс зміни у танцювальній формі.
Вважається, що танець Саттрія є творінням великого гуру вайшнавітів (бхакті) Шріманта Санкардева, який вважається провідним архітектором ассамської літератури та культури. Він створив танець Саттрія, щоб супроводжувати Анкія Наат (форма асамської одноактової п'єси, ще одне творіння Санкардеви), який зазвичай виконувався в Сатрах (Асамські монастирі). Оскільки танець розвивався і виріс у межах Сатр, він названий на честь цих релігійних установ.
Народні танці виконуються, щоб відзначити прихід сезонів, народження дитини, весілля та фестивалі. Танці орієнтовані на жести, пози та вирази. Чоловіки та жінки виконують окремо деякі танці, тоді як у деяких виставах чоловіки та жінки танцюють разом. У більшості випадків артисти співають основні тексти пісень у супроводі інструментами. Кожна форма танцю має певний костюм. Більшість костюмів яскраві з великими коштовностями.
Бхангра — це форма музики та танцю, яка виникла в регіоні Пенджаб в Індії. Танець Бхангра розпочався як народний танець, який проводили фермери панджабі, щоб відсвяткувати прихід Вайсахі, фестивалю сикхів. Конкретні кроки відображають спосіб, яким селяни обробляли свою землю. Далі це музичне мистецтво синтезувалося після поділу Індії, коли біженці з різних куточків Пенджабу ділились своїми народними танцями з людьми, які проживали в регіонах, де вони оселились. Цей гібридний танець став Бхангра. Танець розпочався лише одним рухом і еволюціонував пізніше. Його популяризували пенджабські художники із спільнот сикхів, з якими зараз його часто асоціюють. Сьогодні танець Бхангра побутує у різних формах та стилях в усьому світі — включаючи поп-музику, саундтреки до фільмів, колегіальні конкурси та навіть шоу талантів.
Тіраяттам — ритуальний танець південного малабарського регіону у штаті Керала. Мовою малаялам слово «Тіраяттам» означає «барвистий танець». Ця яскрава етнічна форма мистецтва поєднує танці, інструментальну музику, драматизм, макіяж обличчя та тіла, бойове мистецтво та ритуальну функцію. Тіраяттам виконувався у дворах священних гаїв та сільських святинь під час фестивалю Тіраяттам.

## Скульптура

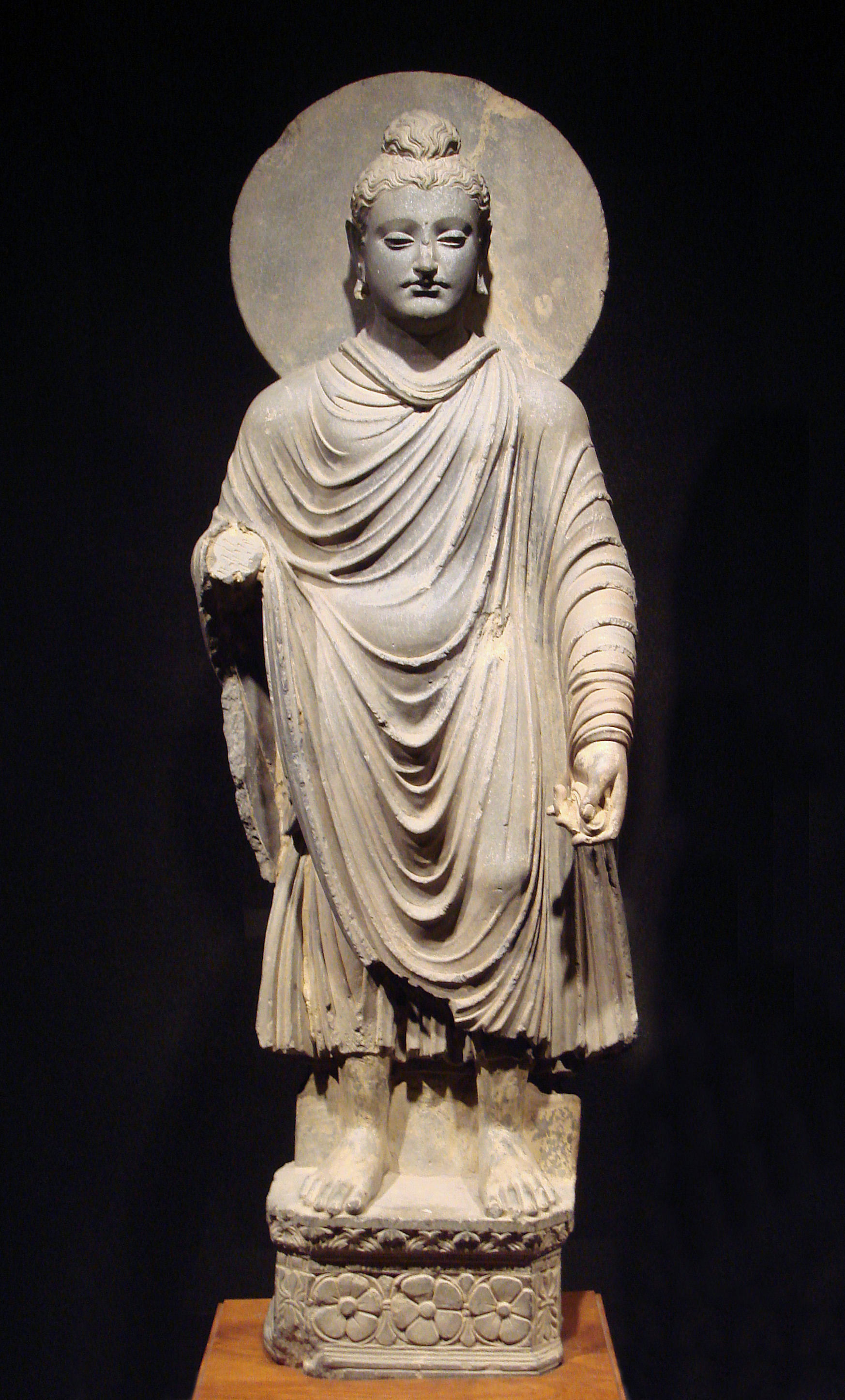
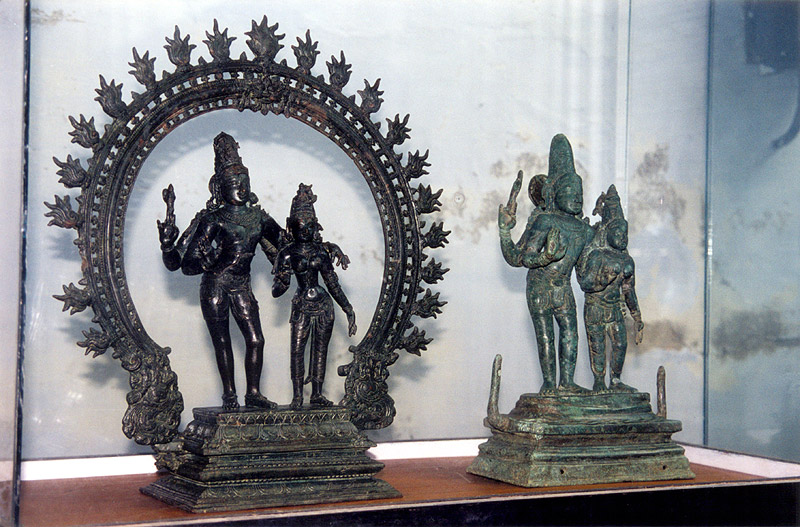
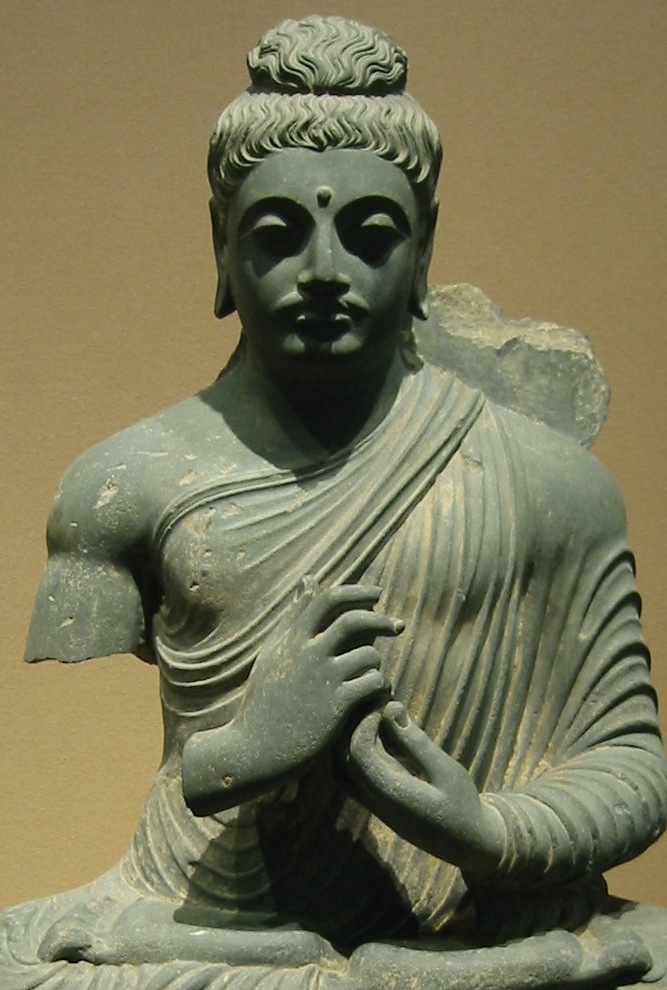
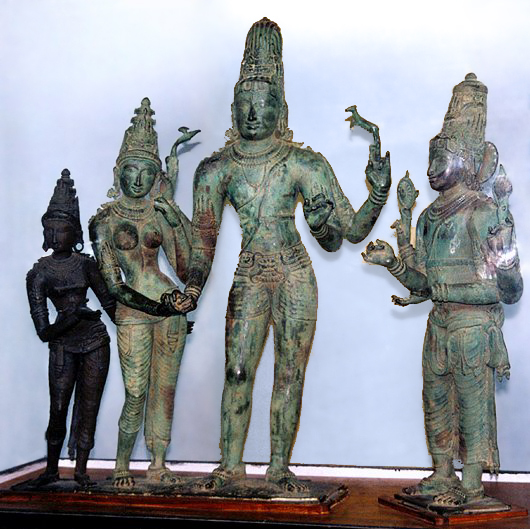
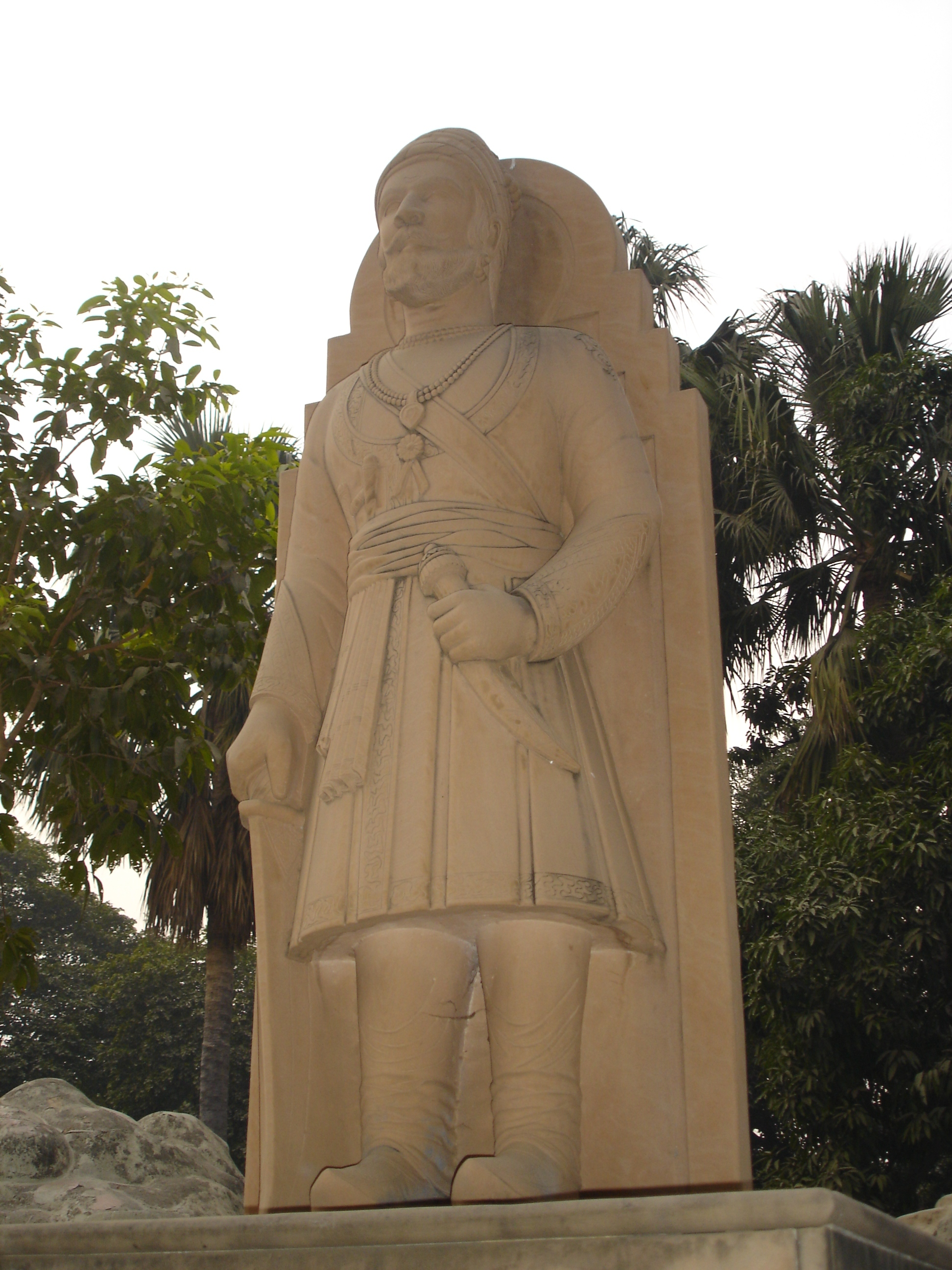
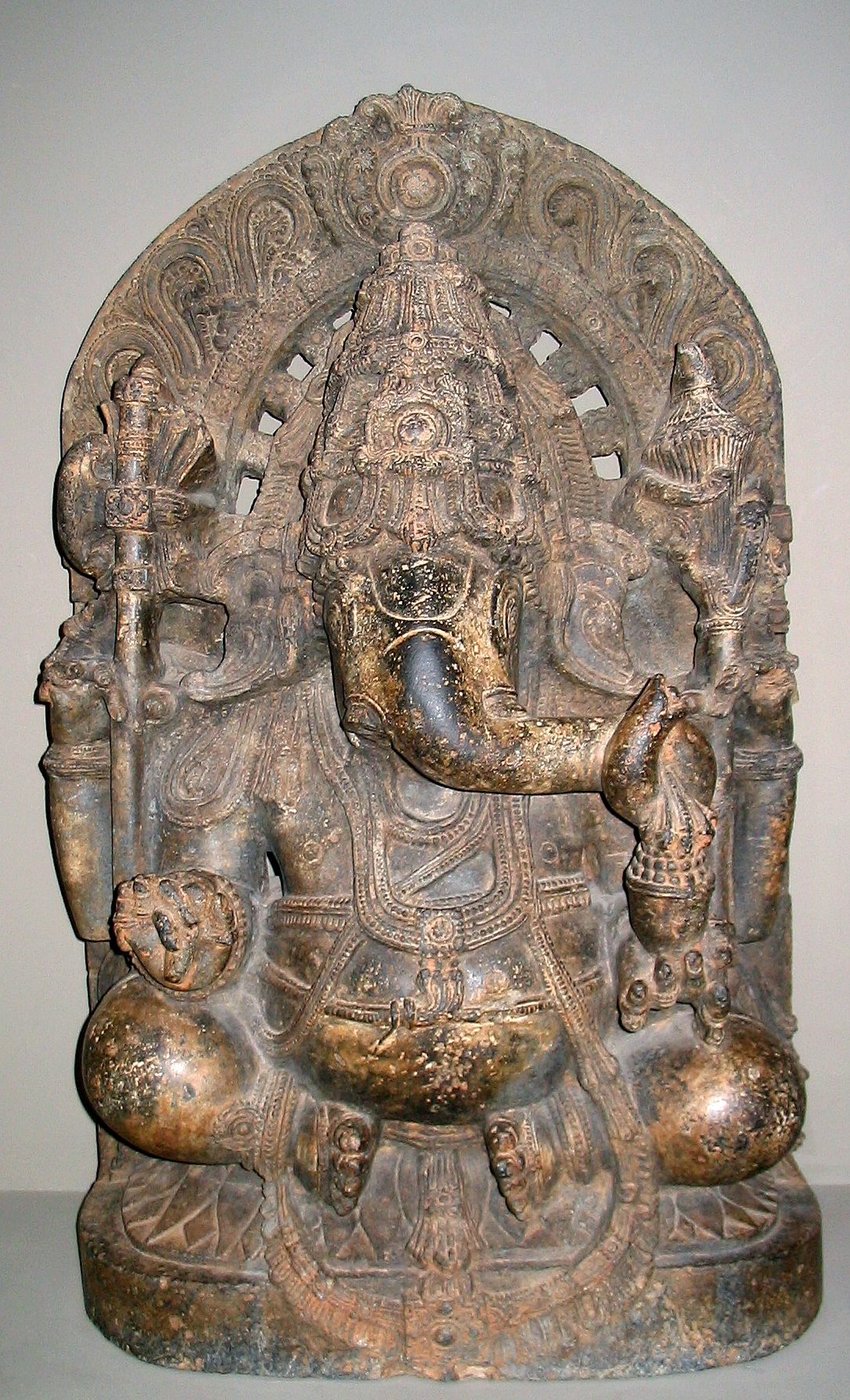
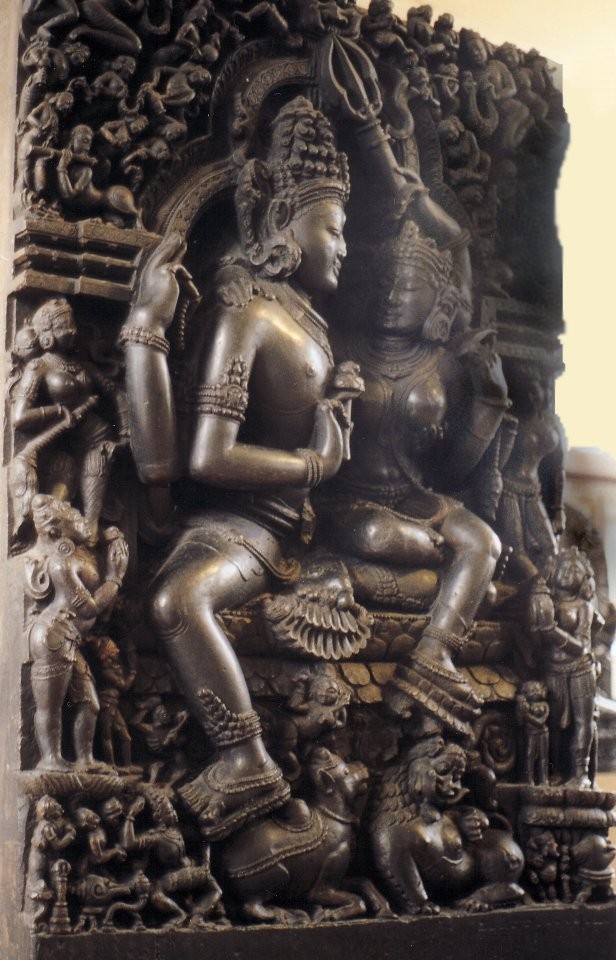
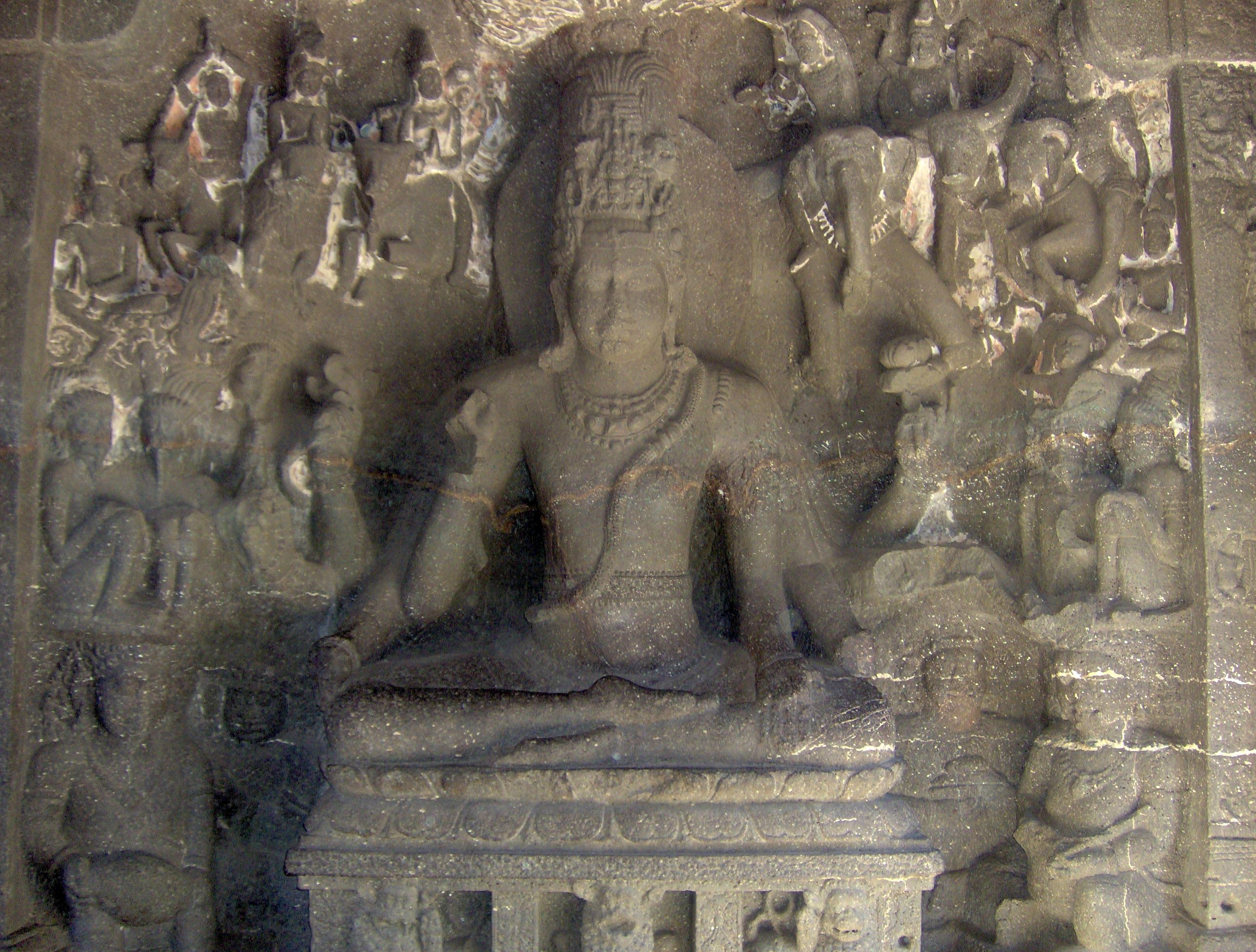
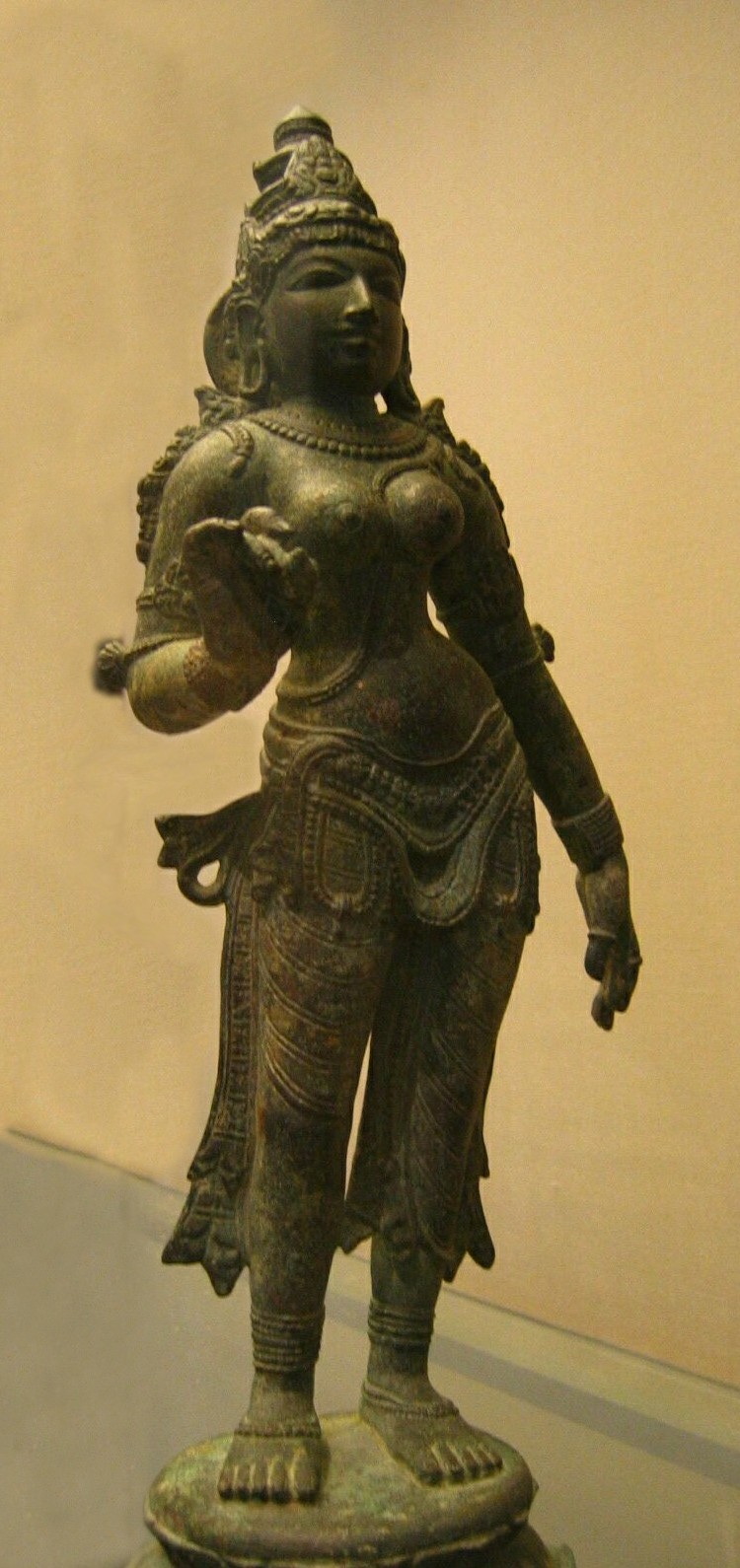
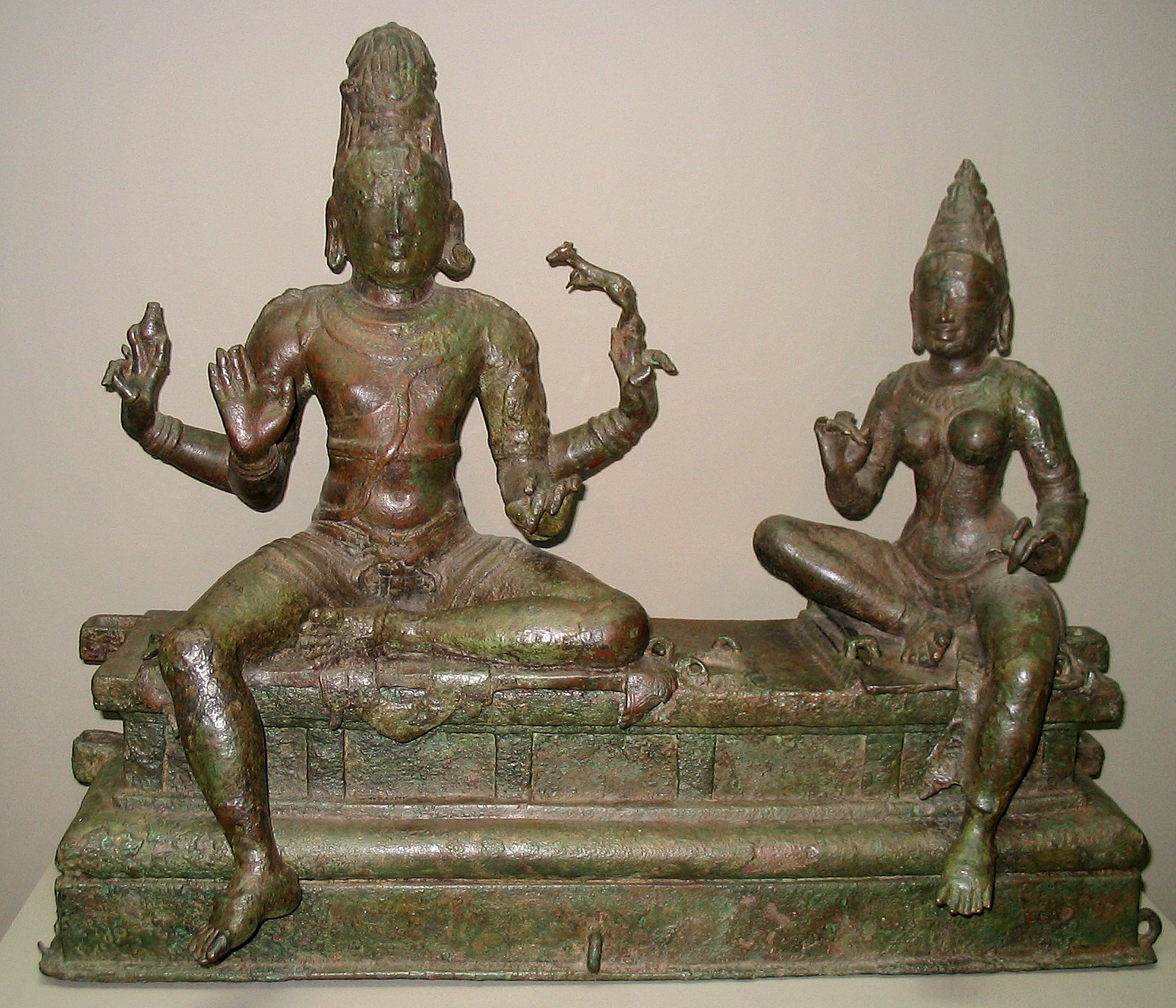
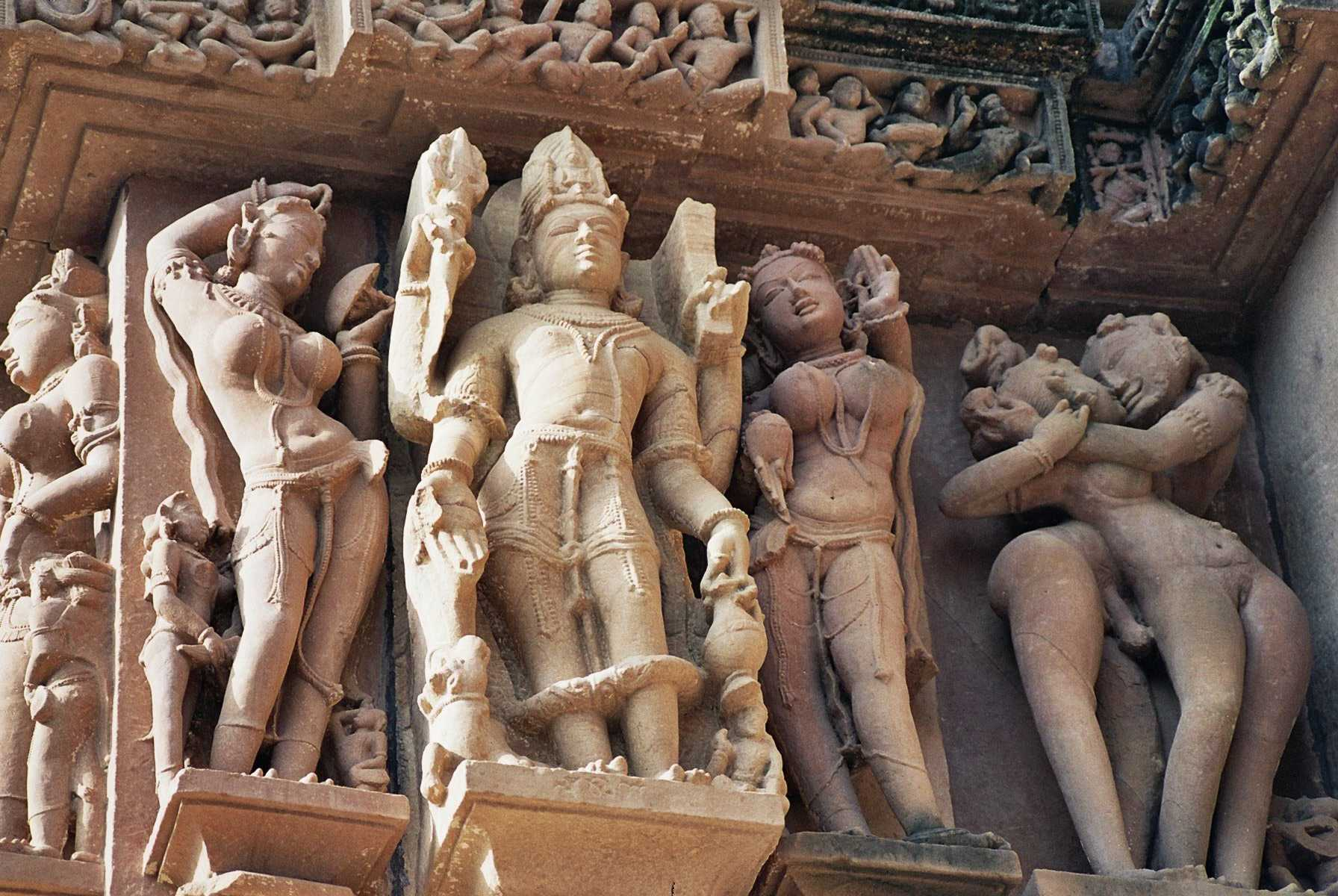
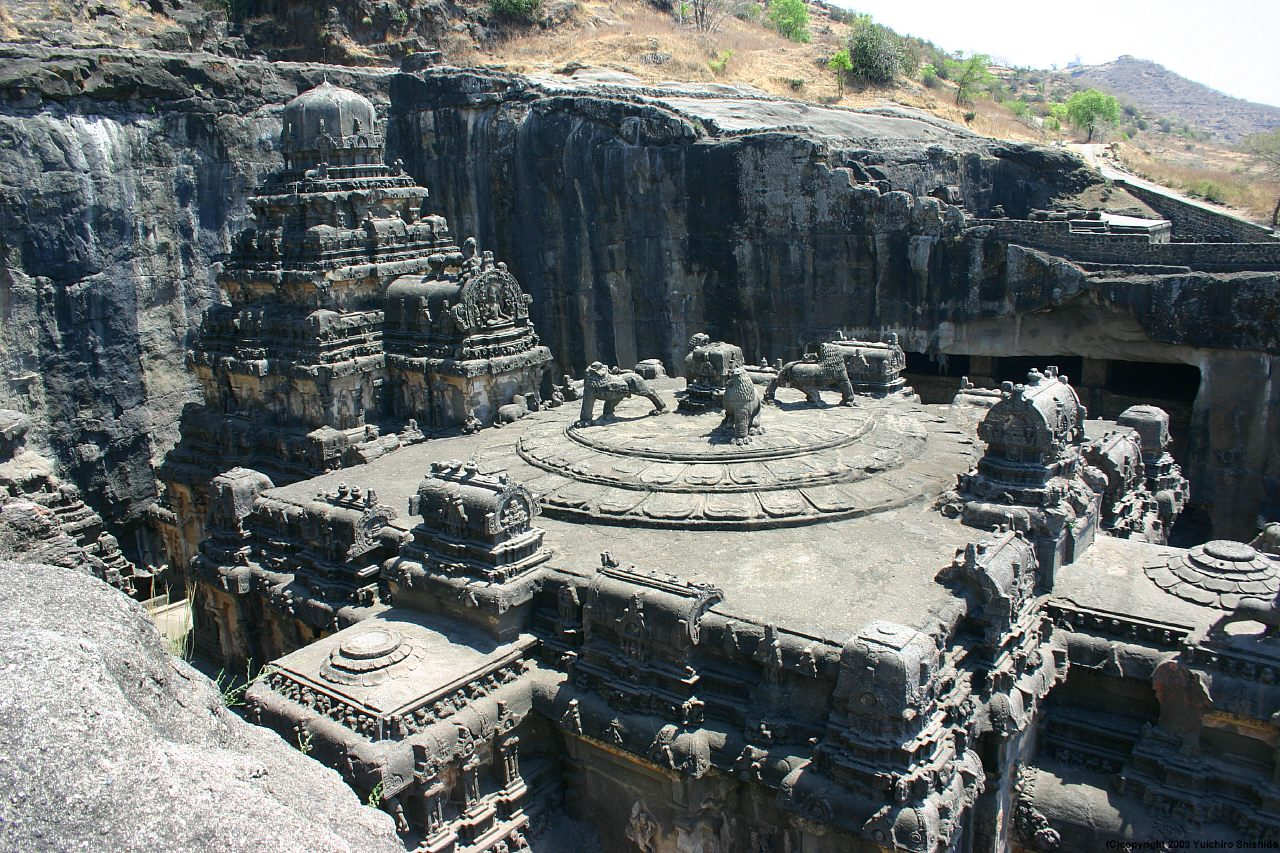

Перші скульптури в Індії датуються цивілізацією долини Інду, де були виявлені різьблення з каменю та бронзи. Це один з найперших випадків скульптури у світі. Пізніше, в міру подальшого розвитку індуїзму, буддизму та джайнізму, Індія виготовляла найскладніші скульптурні вироби з бронзи у світі, а також неперевершену різьбу в храмах. Деякі величезні святині, такі як в Еллорі, насправді не були побудовані з використанням блоків, а замість цього вирізані із твердої скелі, що робить їх найбільшими та найскладнішими скульптурами у світі.
Були створені навіть спеціальні школи скульптури. Більшість скульптур мали культовий характер. Але поряд з релігійною існувала і світська скульптура.
Протягом 2–1 століть до н. е. у крайній північній Індії, на території сьогоднішнього південного Афганістану та північного Пакистану, скульптури стали більш чіткими, представляючими епізоди життя та вчення Будди. Індія мала давні скульптурні традиції, володіла багатою іконографією, Будда ніколи не був представлений у людській формі до цього часу, а лише за допомогою деяких його символів. Це може бути тому, що буддійська скульптура Гандхари в сучасному Афганістані демонструє грецький та перський художній вплив.
Скульптури з рожевого пісковику Матхури еволюціонували в період Гупти (4-6 століття), щоб досягти дуже високої точності виконання та делікатності в моделюванні. Нові скульптури в Афганістані, в ліпнині, сланці або глині, демонструють дуже сильне поєднання індійської манеризму після Гупти та класичного впливу, елліністичного чи, можливо, навіть греко-римського. Тим часом деінде в Індії еволюціонували менш анатомічно точні стилі представлення людей, що призвело до класичного мистецтва, з яким знайомий увесь світ.
Підбірка індійських скульптур різного віку та стилів

## Живопис

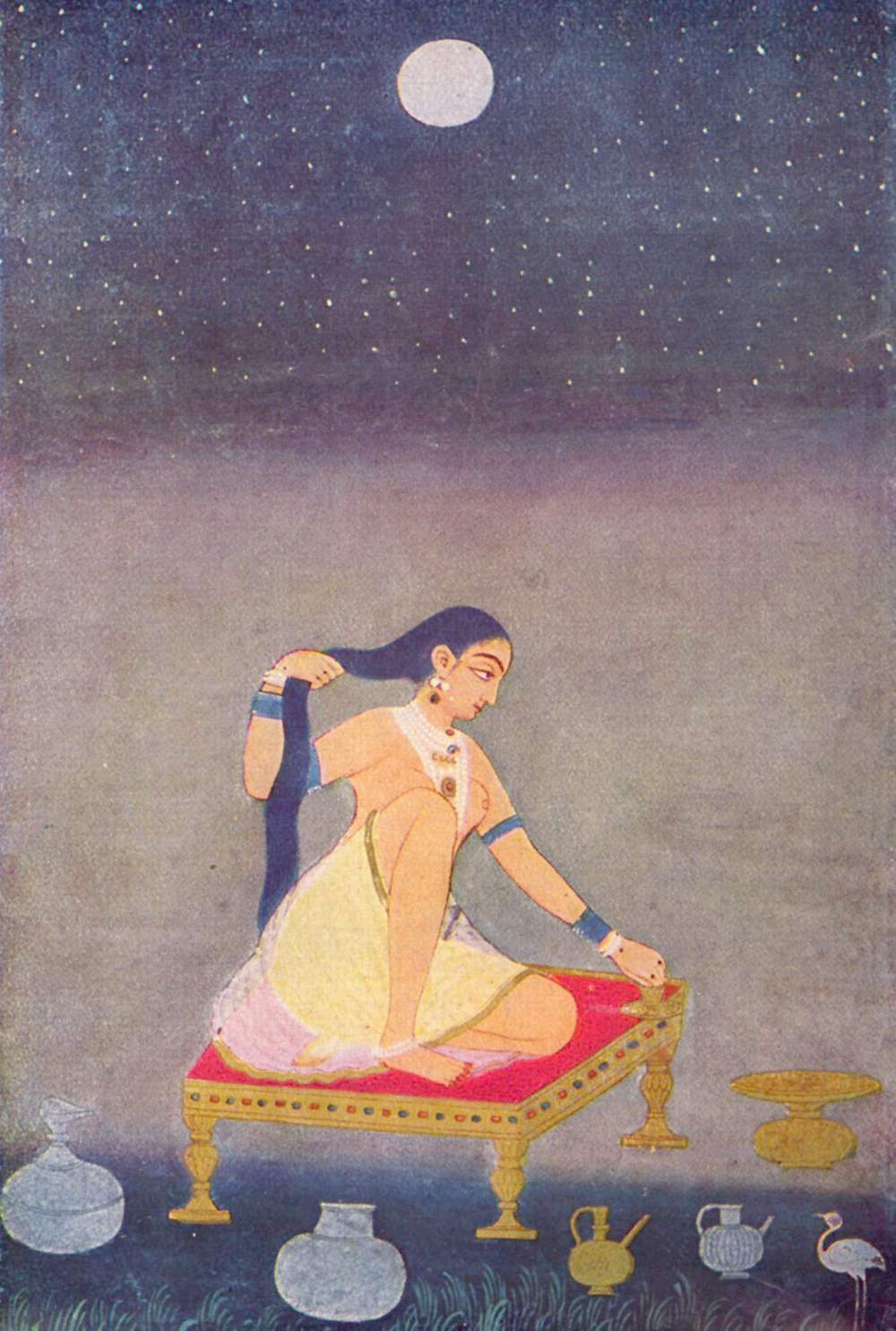
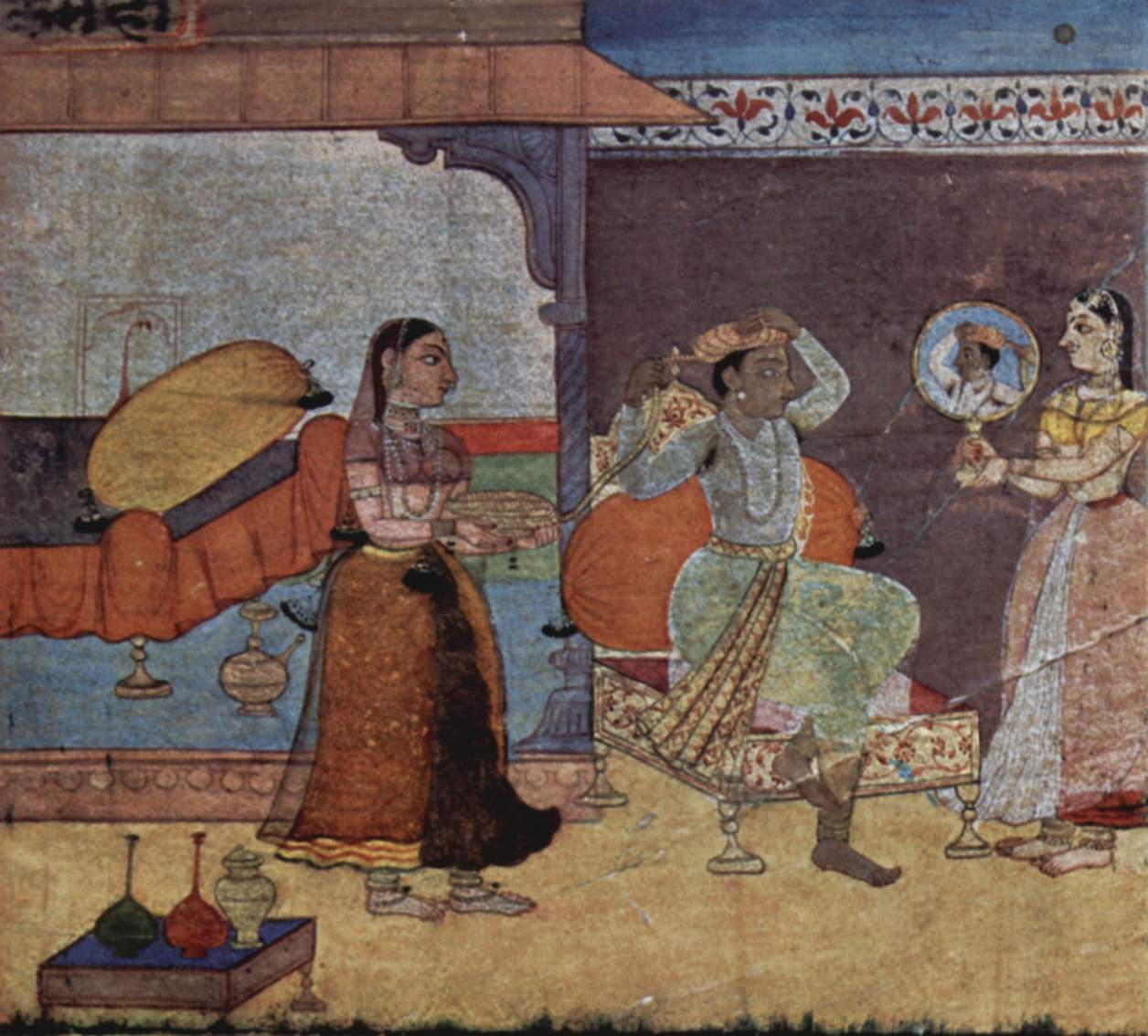
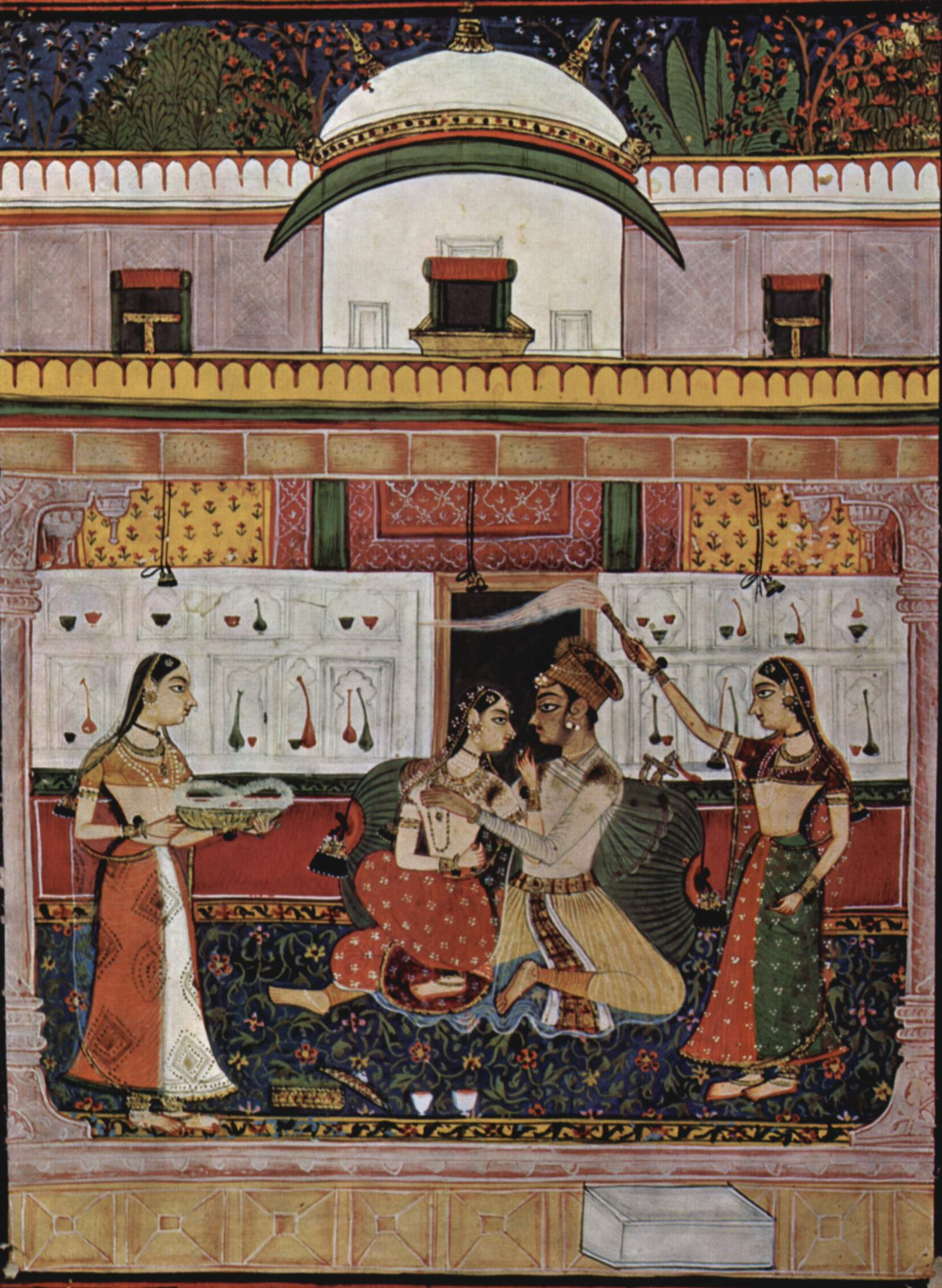
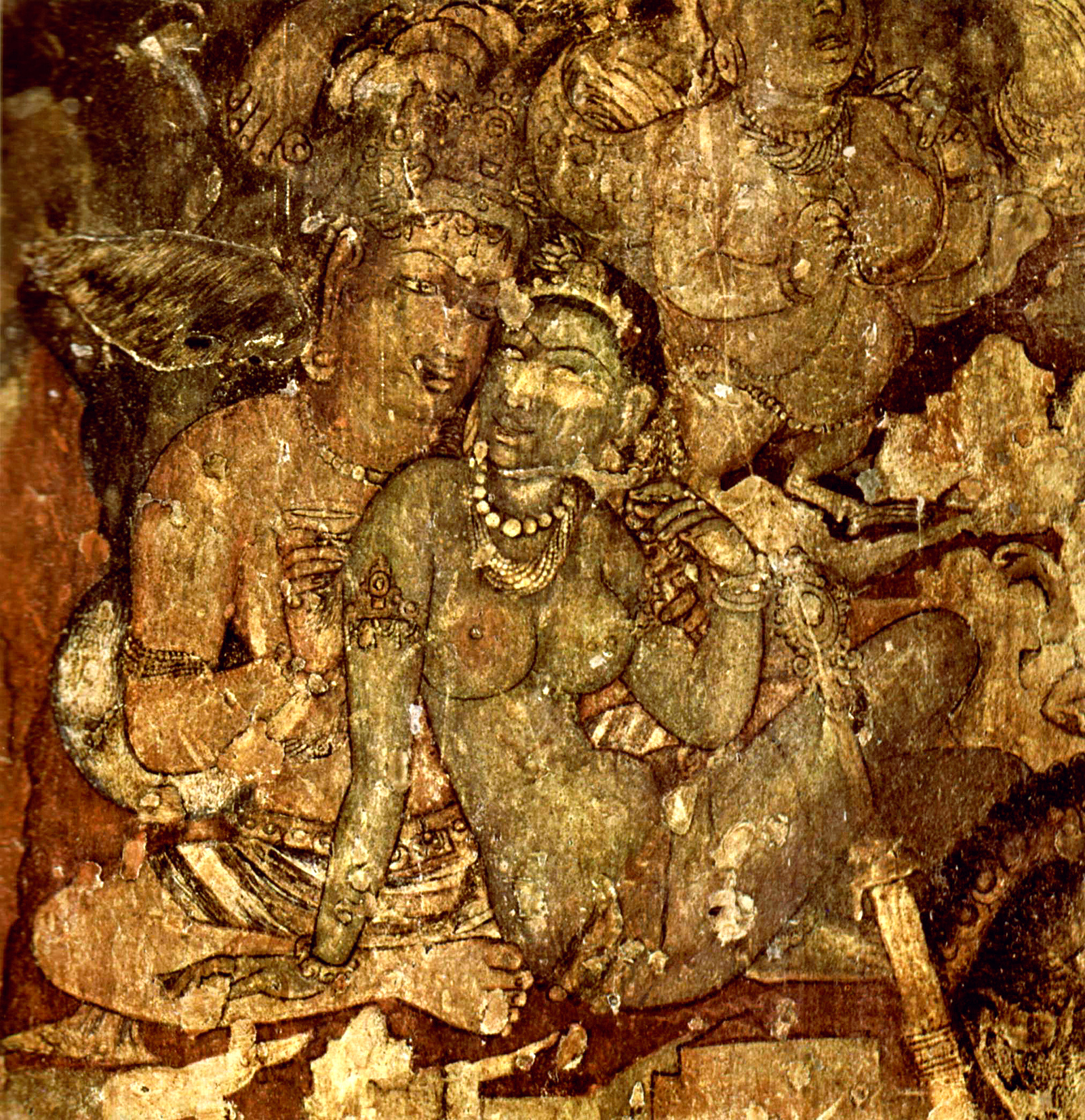

Найбільш ранніми індійськими картинами були наскальні малюнки доісторичних часів, петрогліфи, що зустрічаються в таких місцях, як скельні укриття Бхімбетки, деякі з них старші 5500 р. У VII столітті, різьблені стовпи Еллори, штат Махараштра, представляють приклад індійських картин, а кольори, переважно різні відтінки червоного та оранжевого, були отримані з мінералів. Після цього з'явилися фрески печер Аджанта та Еллора. Індійська буддистська література рясніє прикладами текстів, які описують, що палаци королів та аристократичний клас були прикрашені картинами, але вони не збереглися. Вважається, що в той час практикувався якийсь вид художнього живопису.
Британці на початку 19 століття індійському мистецтву дали нове життя. Новий уряд вимагав від художників документувати життя та часи Індії. Картини англійської школи, як називали це нове мистецтво, бачили появу найбільших художників Індії всіх часів Раджа Раві Верма. Серед інших важливих художників колоніального періоду — Джаміні Рой, Амріта Шергіл, Рамкінкер Бадж і Рабіндранат Тагор. Після здобуття незалежності індійське мистецтво стало більш різноманітним, і такі художники, як Макбул Фіда Хуссейн, Френсіс Ньютон Соуза, Субодх Гупта, Деваййоті Рей, Судіп Рой, Пареш Мейті та Босе Крішнамачарі завоювали міжнародне визнання.
Індійське мистецтво, античне та середньовічне

## Кіноіндустрія
Індія є головним регіональним центром кіно. Індійська кіноіндустрія є другою за величиною у світі (1200 фільмів, випущених у 2002 році). Кожен з великих jrods підтримує власну кіноіндустрію: хінді, бенгальська, каннада, тамільська, телугу, малаялам, одія. Кіноіндустрію хінді / урду, що базується в Мумбаї, колишньому Бомбеї, називають Боллівудом (поєднанням Голлівуду та Бомбею). Подібні неологізми були придумані для кіноіндустрії Каннада (штат Карнатака) (Сандал) на основі того, що Карнатака відомий Сандалом, тамільською кіноіндустрією (Колівуд, з району Кодамбаккам в Ченнаї) та кіноіндустрією Телугу (Толлівуд). Толліґундж — метонім для бенгальської кіноіндустрії, який довгий час був зосереджений у районі Толлігунге в Калькутті. Бенгальська кіноіндустрія примітна тим, що включає режисера Сатьяджіта Рей, міжнародного режисера та володаря багатьох нагород, серед них Бхарат Ратна (найвища цивільна нагорода в Індії), Légion d'honneur (Франція) та нагороду Академії за життєві досягнення. Кіноіндустрія Одії відома як Оллівуд, і історія створення фільмів ведеться з 1936 року. Промисловість Боллівуду, як правило, є найбільшою за показником фільмів, що випускаються, та квитанцій за квитками, так само, як носії урду / хінді перевершують кількість носіїв інших індійських мов в Індії.

## Радіо
До останнього часу радіомовлення було урядовою монополією під керівництвом Генерального директорату Індійського радіо - створено в 1936 р., А з 1957 р. відоме як Акашвані — урядовою напівкомерційною діяльністю Міністерства інформації та мовлення. На момент незалежності було лише шість станцій у мережі Радіо Індії, до середини 1990-х років розширилася мережа до 146 станцій плюс Національний канал, Інтегрована служба північно-східних країн. Існує п'ять регіональних штаб-квартир Всеіндійського радіо: Північна зона в Нью-Делі; північно-східна зона в Гувахаті, Ассам; Східна зона в Калькутті; Західна зона в Бомбеї; і Південна зона в Мадрасі. Все Індійське радіо охоплює 99,37 % населення Індії.
Державна мережа забезпечує як національні, так і місцеві програми хінді, англійською та шістнадцятьма регіональними мовами. Комерційні послуги, відкриті в 1957 році, надає Служба Vividh Bharati зі штаб-квартирою в Мумбаї. «Вівід Бхараті», який приймає рекламу, випускає трансляції з тридцяти однієї станції AM та FM у середині 1990-х.
Індія має розгалужену мережу середньохвильових та короткохвильових станцій. У 1994 р. Було вісімдесят п'ять FM-станцій і сімдесят три короткохвильові станції, які охоплювали всю країну. Обладнання для мовлення в основному виготовляється в Індії та охоплює особливу аудиторію, таку як фермери, які потребують агрокліматики, захисту рослин та іншої інформації, пов'язаної із сільським господарством. Кількість радіоприймачів зросла майже в п'ять разів між 1970 і 1994 роками, приблизно з 14 мільйонів до майже 65 мільйонів. Більшість радіостанцій також виробляються в Індії.
Іноземного мовлення є функцією Відділу зовнішніх служб Всеіндійського радіо. У 1994 році сімдесят годин новин та розважальних програм щодня транслювались на двадцяти п'яти мовах за допомогою тридцяти двох короткохвильових передавачів. Основною цільовою аудиторією є слухачі сусідніх країн тазарубіжна громада Індії.
Супутникове радіо було представлено на індійському ринку в 2000 році. В даний час WorldSpace передає 30 каналів, що включають музику, новини та регіональні канали. Крім того, деякі преміум-канали доступні за додаткову плату. Ця послуга вимагає спеціальних приймачів, які часто субсидуються світовим космосом.
Нещодавно Міністерство космосу (DoS) заявило, що вивчає можливість створення мультимедійної супутникової платформи, яка включала б супутникові радіо, відео та канали передачі даних.

## Телебачення
«Доордаршан» — урядова телерадіомовна компанія, створена в 1959 році. У 1992 році було шістдесят три потужних телевізійних передавача, 369 передавачів середньої потужності, сімдесят шість передавачів низької потужності та двадцять три транспондери. Регулярні супутникові передачі розпочалися в 1982 році (того ж року почалася передача кольорів). До 1994 року близько 6 мільйонів людей приймали телевізійні трансляції через супутник, і очікувалось, що їх кількість швидко зростатиме протягом решти десятиліття. Кабельне телебачення було ще більш результативним. З1992 року — використовуються супутникові передачі. Насправді, оскільки «Доордаршан» — це єдина мережа, якій дозволено транслювати телевізійні сигнали на національному рівні, Zee TV та інші підприємці транслюють свої відеозаписи індійського виробництва через іноземні передавачі. Інші мережі на теренах Індії: Гонконгський Star TV (1991); Jain TV, поблизу Бомбея (1994); EL TV, відділення Zee TV у Бомбеї (1994); HTV, філія « Hindustan Times» у Нью-Делі (1994); та Sun TV, тамільська мовна служба в Ченнаї (1994). Під час комунікаційного прориву в липні 1995 року Доордаршан погодився за 1,5 мільйона доларів США щорічної плати та 50 відсотків рекламного доходу, коли він перевищує 1,5 мільйона доларів США, дозволити CNN транслювати 24 години на день через індійський супутник. регіональні та місцеві служби. Кількість телевізорів зросла з приблизно 500 000 у 1976 році до 9 мільйонів на початку 1987 року та приблизно до 47 мільйонів у 1994 році; очікується, що збільшення триватиме близько 6 мільйонів наборів на рік. Понад 75 відсотків телевізорів були чорно-білими моделями в 1992 році, але частка кольорових наборів щороку збільшується. Більшість телевізорів виробляються в Індії.
Традиційні заходи:
- Тиждень моди Lakm
- Глобальний фестиваль фільмів про мир і духовність